# Am Dyckershof 3 (Korschenbroich)

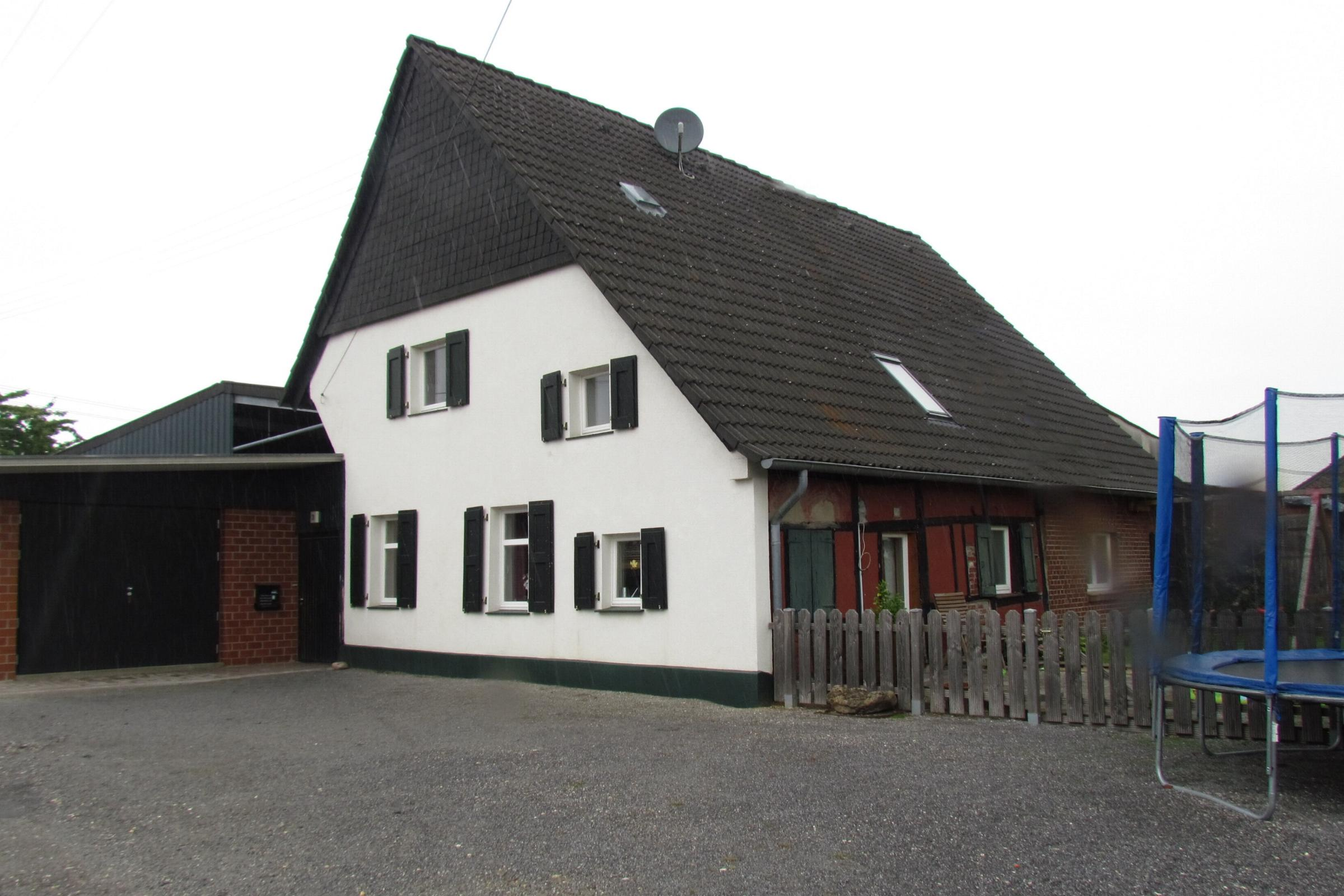
Fachwerkhofanlage

Die Fachwerkhofanlage Am  Dyckershof 3 steht im Stadtteil Pesch in Korschenbroich  im Rhein-Kreis Neuss in Nordrhein-Westfalen.
Das Gebäude wurde im 18. Jahrhundert erbaut und unter Nr. 153 am 3. Mai 1989 in die Liste der Baudenkmäler in Korschenbroich eingetragen.

## Architektur
Bei dem Denkmal handelt es sich um eine ehemalige vierflügelige Fachwerkhofanlage aus dem 18. Jahrhundert. Das Wohnhaus ist eingeschossig erstellt, in nicht durchgezogenen Achsen. Die Giebelseite ist im unteren Teil verputzt und im oberen Teil schieferverkleidet. Ein Scheunentrakt ist auf 1856 inschriftlich datiert in einem Balken. Die anderen Scheunentrakte sind älter.
Das Denkmal besitzt große historische Bedeutung; eine Erhaltung ist aus volkskundlichen und städtebaulichen Gründen geboten.